# Mauro Gómez
Mauro Alexis Gómez (né le 7 septembre 1984 à Baní, Peravia, République dominicaine) est un ancien joueur de premier but des Ligues majeures de baseball.

## Carrière
Mauro Gómez signe son premier contrat professionnel en 2003 avec les Rangers du Texas. Il joue en ligues mineures avec des clubs affiliés aux Rangers de 2004 à 2009. Mis sous contrat par les Braves d'Atlanta en novembre 2009, il passe la saison 2010 au niveau Double-A des ligues mineures avec les Braves du Mississippi avant d'être promu en 2011 dans le Triple-A chez les Braves de Gwinnett. De nouveau devenu agent libre, il est mis sous contrat par les Red Sox de Boston le 2 février 2012. Après avoir amorcé la saison avec Pawtucket dans le Triple-A, il obtient sa première chance dans les majeures.
Le 13 mai 2012, Mauro Gómez fait ses débuts dans le baseball majeur avec les Red Sox de Boston. Il joue 37 matchs pour les Sox en 2012, frappant dans une moyenne au bâton de ,275 avec 28 coups sûrs, deux circuits et 17 points produits. Il obtient le premier coup sûr de sa carrière le 4 juillet aux dépens du lanceur A. J. Griffin des Athletics d'Oakland et frappe son premier circuit le 25 août suivant contre Jeremy Guthrie des Royals de Kansas City.
Le 8 avril 2013, Gomez est réclamé au ballottage par les Blue Jays de Toronto.